# Kostel svaté Máří Magdaleny (Krásná Lípa)
Kostel svaté Máří Magdaleny v Krásné Lípě je římskokatolický farní kostel v centru nad Křinickým náměstím v severočeském městečku Krásná Lípa. Barokní sakrální stavba je obklopena hřbitovem s hřbitovní kaplí a nedaleko se nachází i fara. Věž kostela je dominantou středu města a okolí. Od roku 1966 je kostel chráněn jako kulturní památka.

## Historie

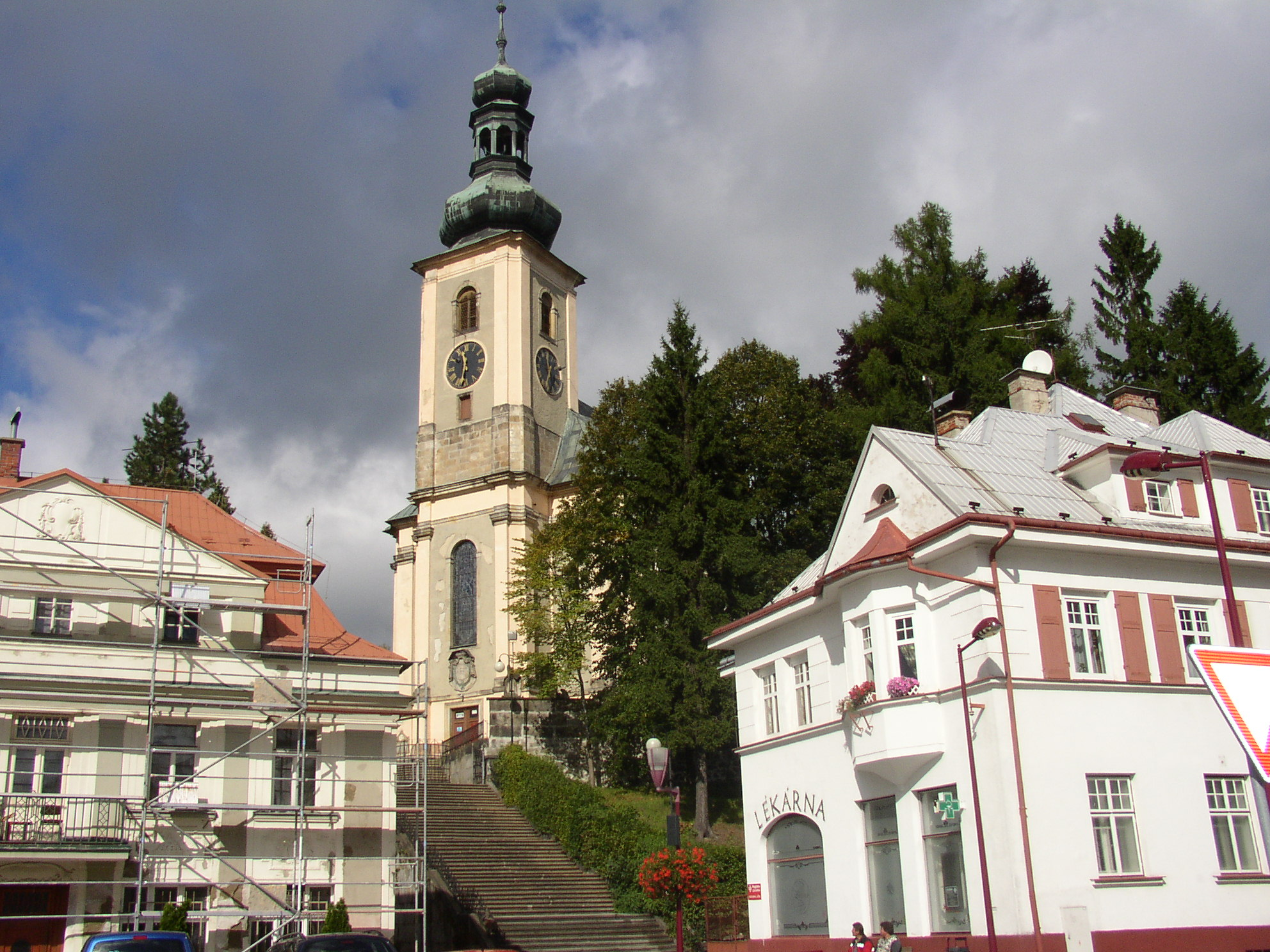
Kostel v Krásné Lípě s přístupovým schodištěm

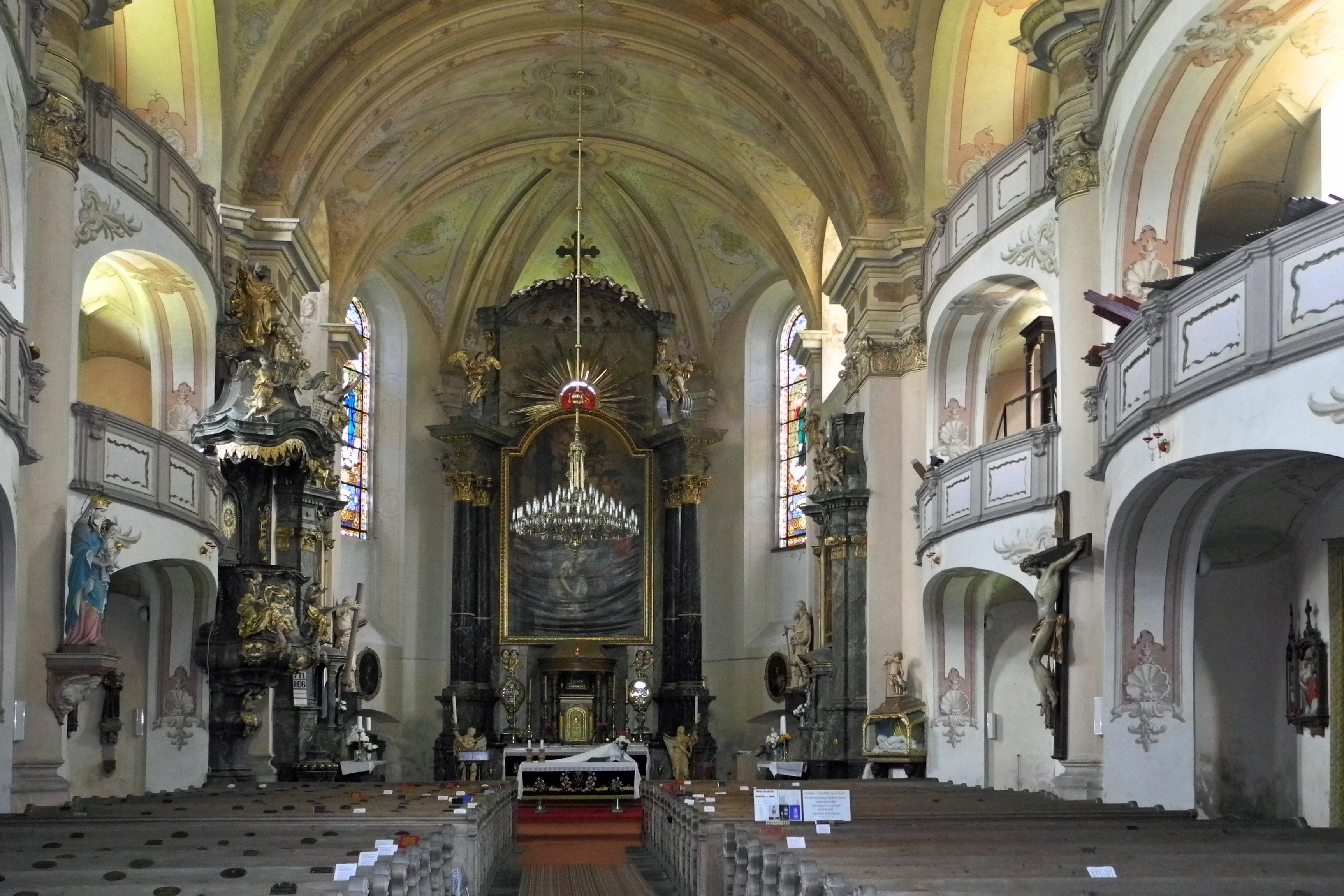
Interiér kostela

Nejstarší kostel v Krásné Lípě byl vystavěn v letech 1332–1368. Na místě původního kostela byl v polovině 18. století vystavěn kostel nový barokní. Stavba probíhala v letech 1754–1758. Podle plánů ústeckého architekta Jakuba Schwarze stavbu vedl P. Hoffmann z Lipové. Kostelní věž byla vystavěna roku 1777 a monumentální schodiště se sochami a velkým kamenným křížem vytesaným z jednoho kusu kamene, vedoucí z náměstí ke kostelu, bylo přistavěno v letech 1816–1818.

## Architektura
Jedná se o jednolodní stavbu s trojboce zakončeným obdélným presbytářem, s bočními kaplemi. Aby průčelí kostela směřovalo nad náměstí, rozložené pod kostelem, je vlastní kostel orientovaný k severu. Kostel má dvoupatrové boční empory. Po stranách presbytáře jsou obdélné sakristie s oratořemi v patře.
Průčelí je členěno pilastry, obdélným portálem a polokruhem ukončenými okny. Průčelí je vyvrcholeno věží se zkosenými hranami. Jeho boční části jsou konkávně vyžlabeny. Na bočních fasádách se nacházejí dvojice pilastrů s římsovou hlavicí a polokruhem sklenutá okna.
Presbytář má valenou klenbu s lunetami a v závěru je sklenut paprsčitě. Loď má valenou klenbu s lunetami s pásy sbíhajícími na polosloupy, kteří člení pilíře konvexně vypnutých empor. Na hlavicích je mřížová rokajová ornamentika.

## Zařízení
Vybavení interiéru pochází z 18. a 19. století. Hlavní oltář je klasicistní s obrazem od Dominika Kindermanna a pochází z roku 1808. Při oltáři jsou sochy sv. Petra a sv. Pavla z 1. poloviny 18. století. Cenné jsou boční oltáře. Boční oltář Panny Marie je z roku 1815 a je na něm obraz Madony od J. Fúhricha z roku 1856. Druhý boční oltář zasvěcený sv. Josefovi je z roku 1821. Je na něm obraz sv. Josefa od F. Tkadlíka z roku 1823. Rokoková kazatelna s bohatou rokajovou výzdobou pochází z roku 1765. Jsou na ní sochy církevních otců a reliéf Poslední večeře. Lavice jsou rokokové. Na emporách je krucifix datovaný do roku 1773, protějškové obrazy Panny Marie a archanděla, které vytvářejí výjev Zvěstování. Obrazy pocházejí z 1. poloviny 19. století. Křtitelnice pochází z 2. poloviny 18. století a je na ní vyobrazena skupina Kristova křtu. Votivní mramorová soška spícího chlapce je signována „Ferdinand Pettrich f. Romae 1820“. Krásnolipský rodák, malíř August Frind, vypracoval na přelomu 19. a 20. století návrh barevných vitráží kostelních oken.

## Okolí kostela
Empírová hřbitovní kaple Vzkříšení Krista byla postavena v letech 1844–1846, vlivem zanedbané údržby však zanikla v období normalizace. Jednalo se o obdélnou, polokruhem ukončenou stavbu se sloupovým portikem v průčelí. Ukončena byla trojúhelným štítem. Boční fasády měla členěny pilastry a polokruhově ukončenými okny. Sklenuta byla dvěma poli plackové klenby a konchou v závěru. Nedaleko kostela byl v letech 1857–1859 zřízen tzv. „Křížový vrch“ se zastaveními křížové cesty a dvěma kaplemi (Božího hrobu a Kalvárie). V areálu bývalého hřbitova jsou dva kamenné rokokové náhrobníky, které pocházejí z let 1792 a 1794. Je na nich bohatá rokoková ornamentika. Další klasicistní náhrobníky pocházejí z konce 18. století a z 1. poloviny 19. století. Jsou zde datace: 1793, 1801, 1806, 1808 a další. Nejvýraznější z nich je hrob Veroniky Römischové zdobený sochou matky s dítětem, autorem je drážďanský dvorní sochař Franz Pettrich (1770–1844). Na schodišti pod kostelem je na kamenném podstavci železný kříž z roku 1818. Jeho autorem je snad Ferdinand Pettrich (1798–1872). Nedaleká fara je pozdně barokní, obdélná a patrová. Má mansardovou střechu. Je členěná lizénovými rámci a obdélnými okny. Ve farské zahradě je kamenná socha sv. Barbory, která je datována do roku 1812.

## Galerie

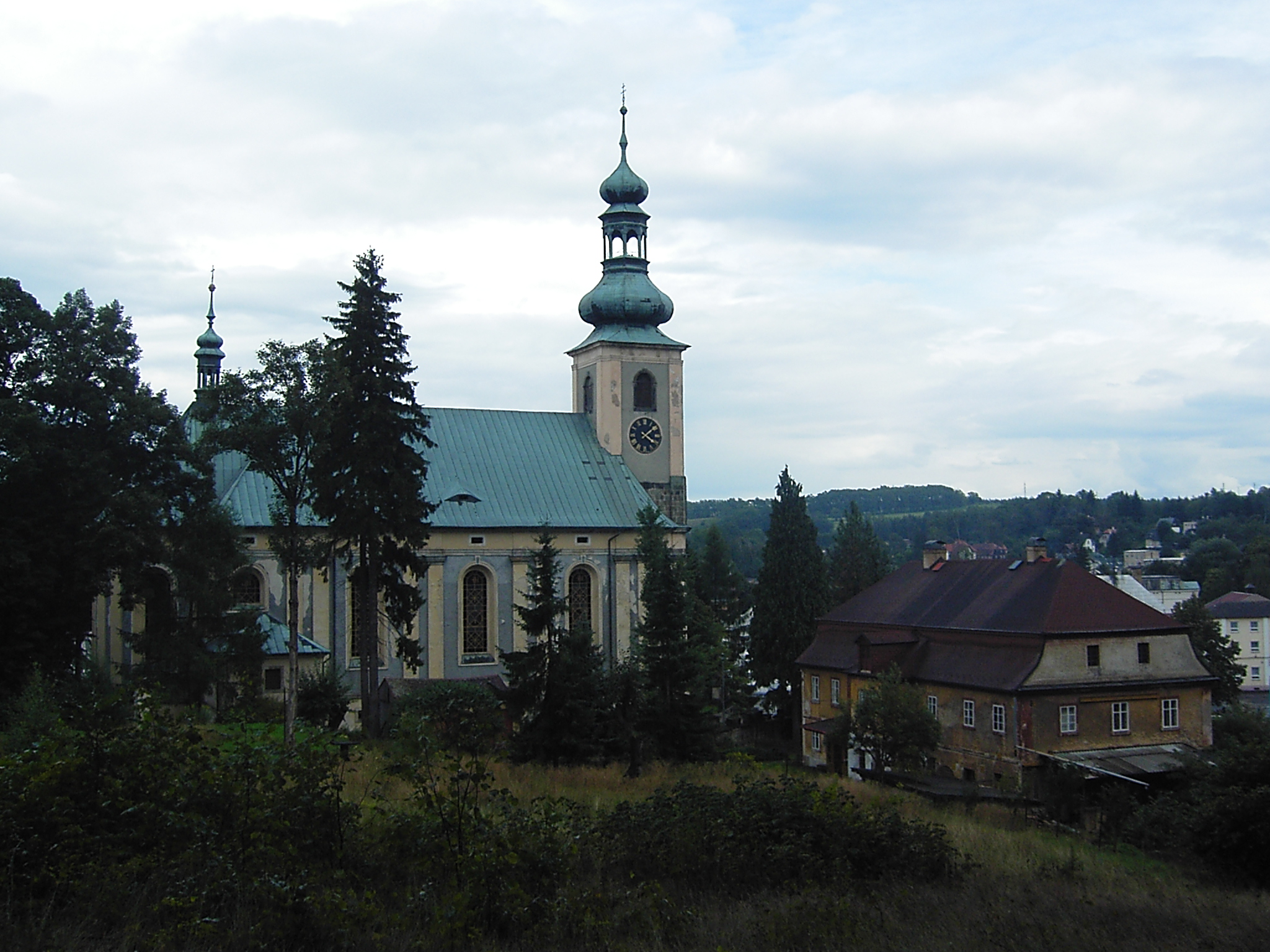
Kostel s farou
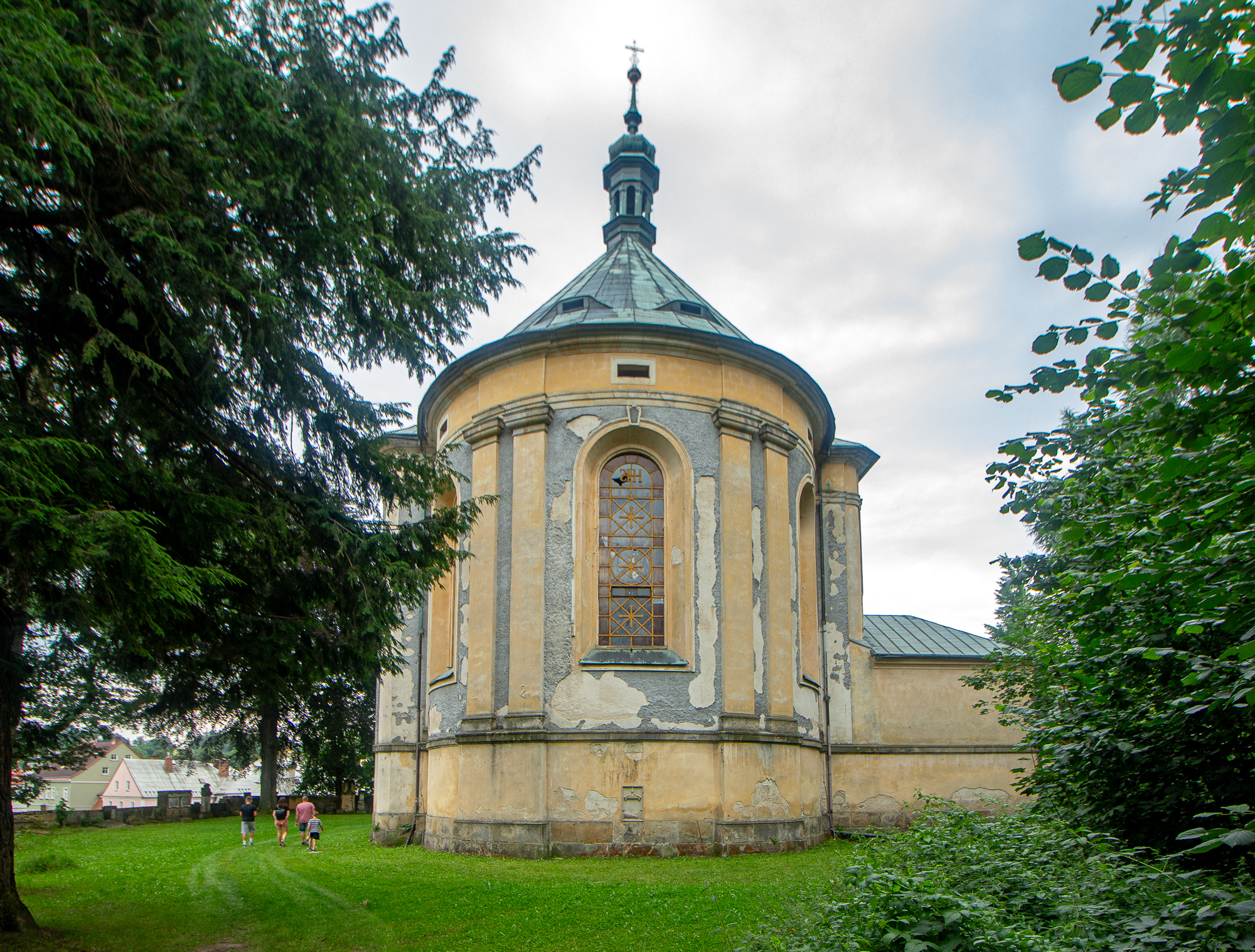
Presbytář
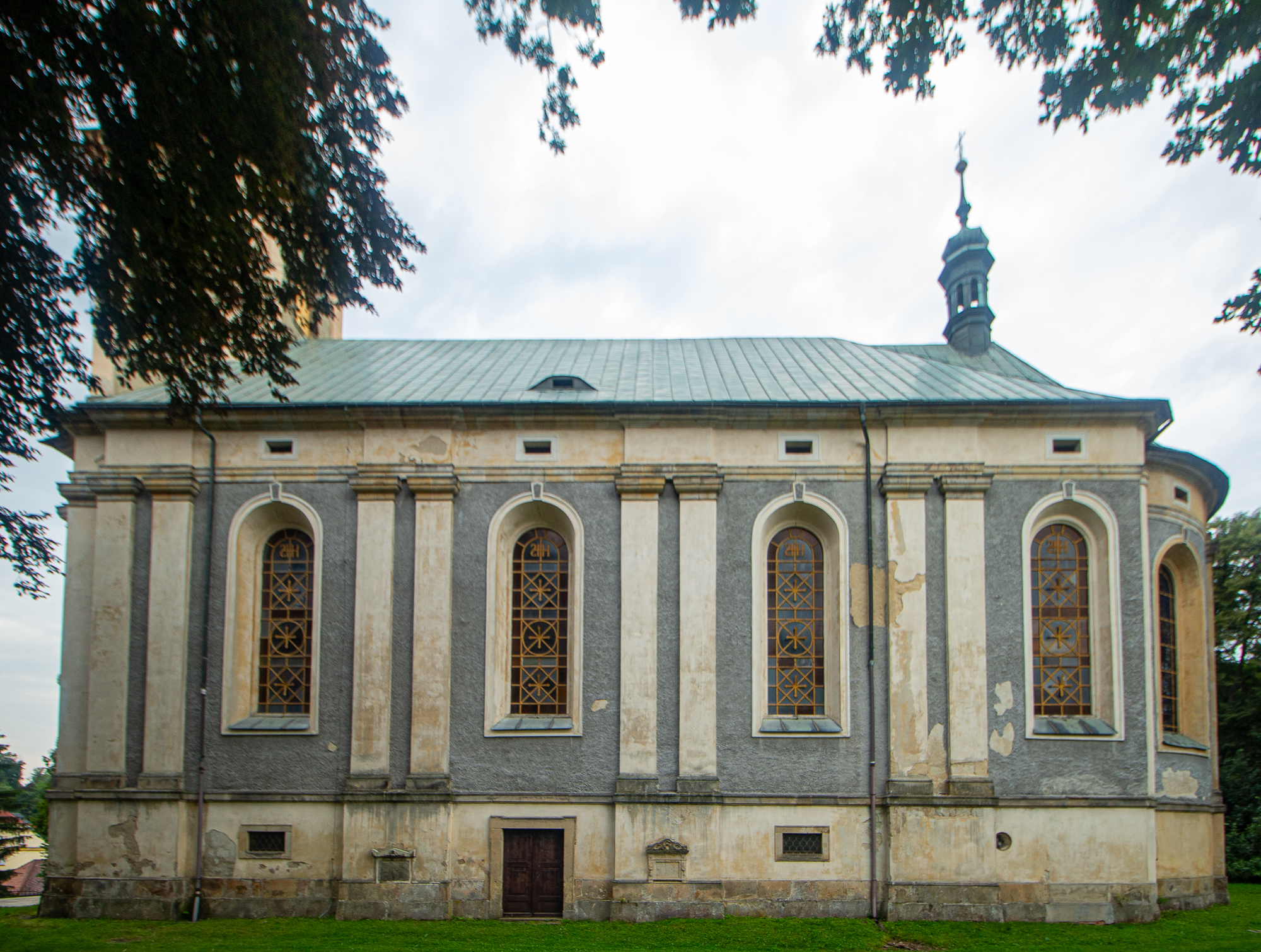
Východní strana
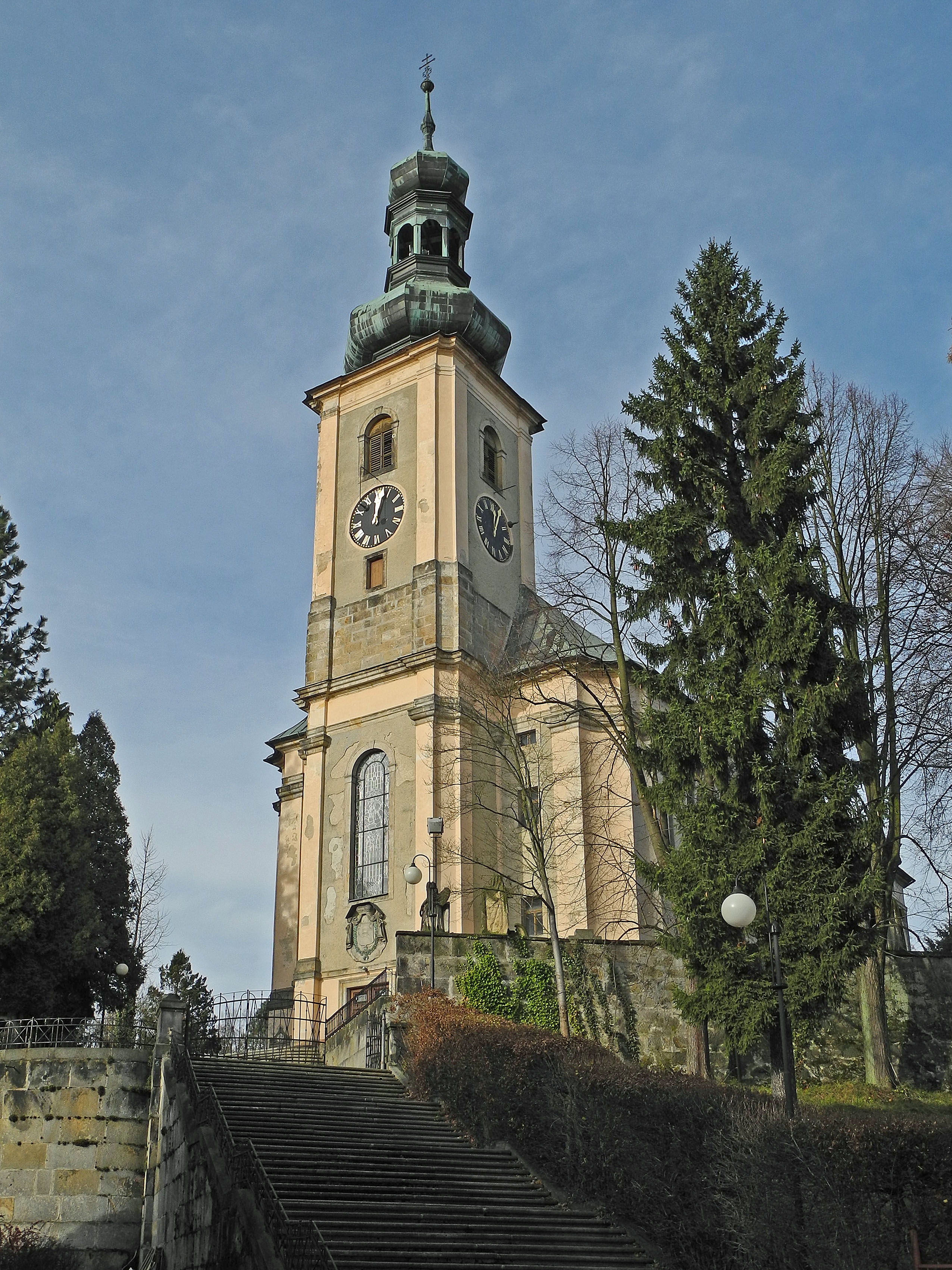
Průčelí s věží
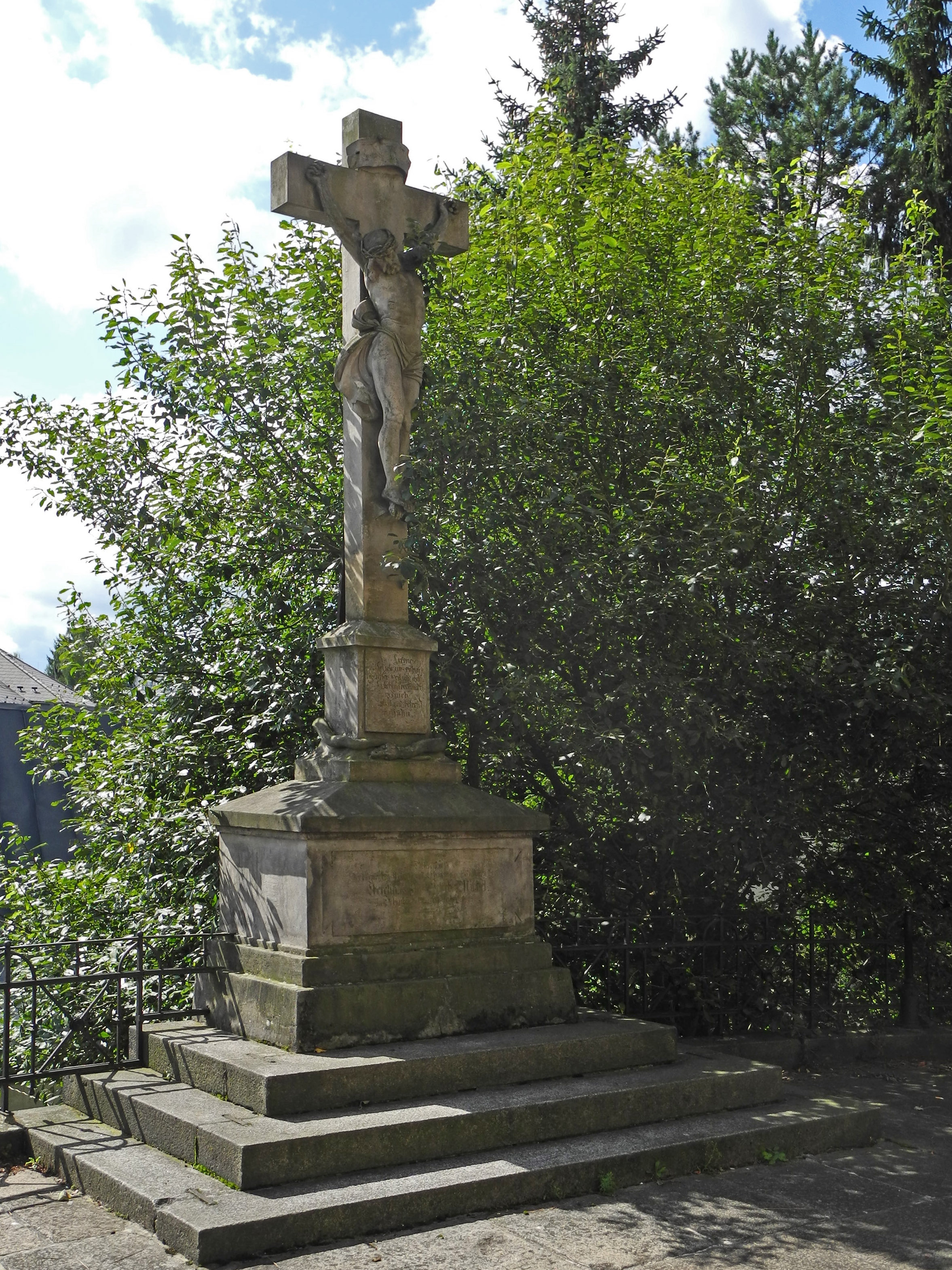
Kříž před kostelem
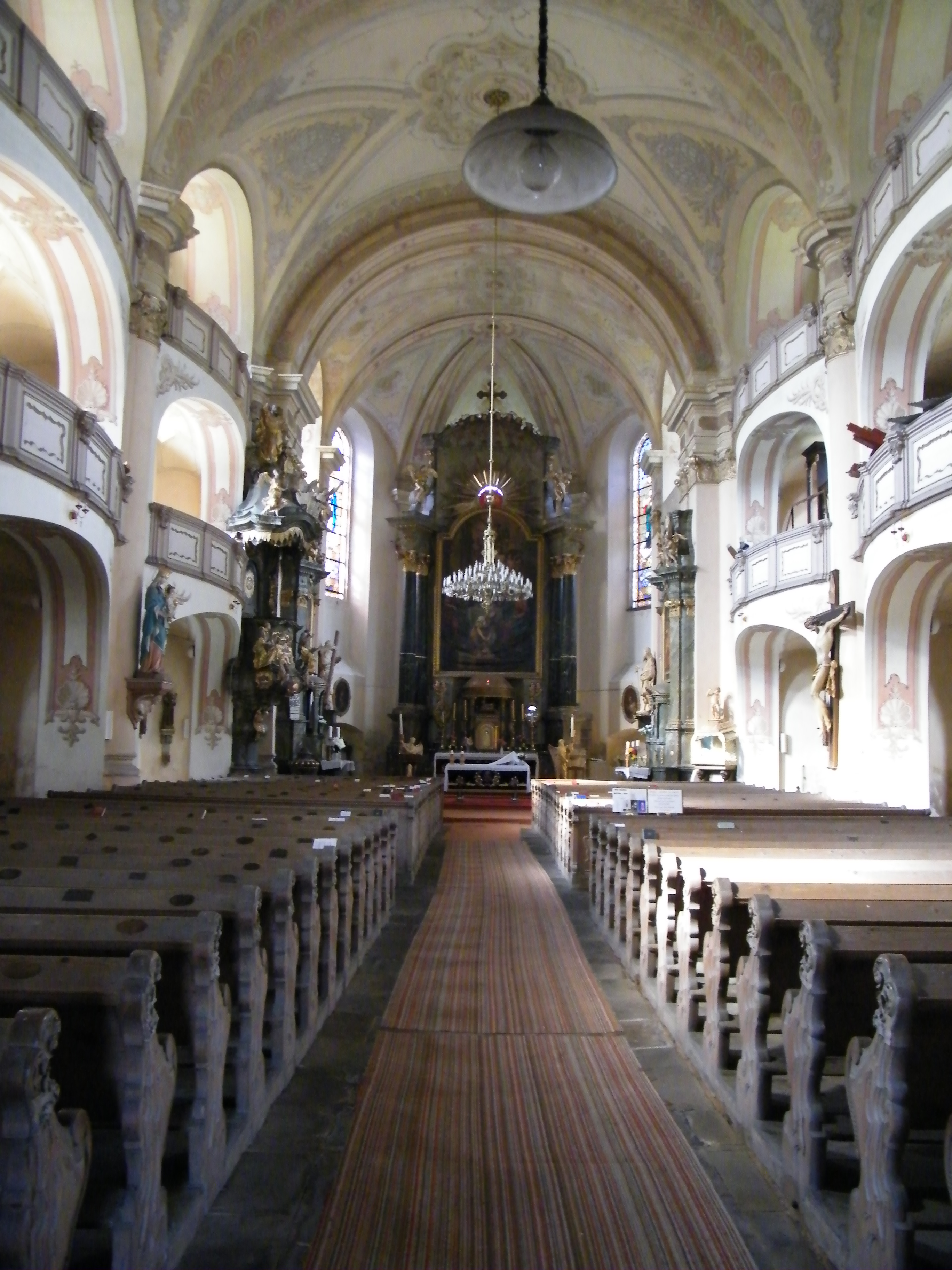
Interiér
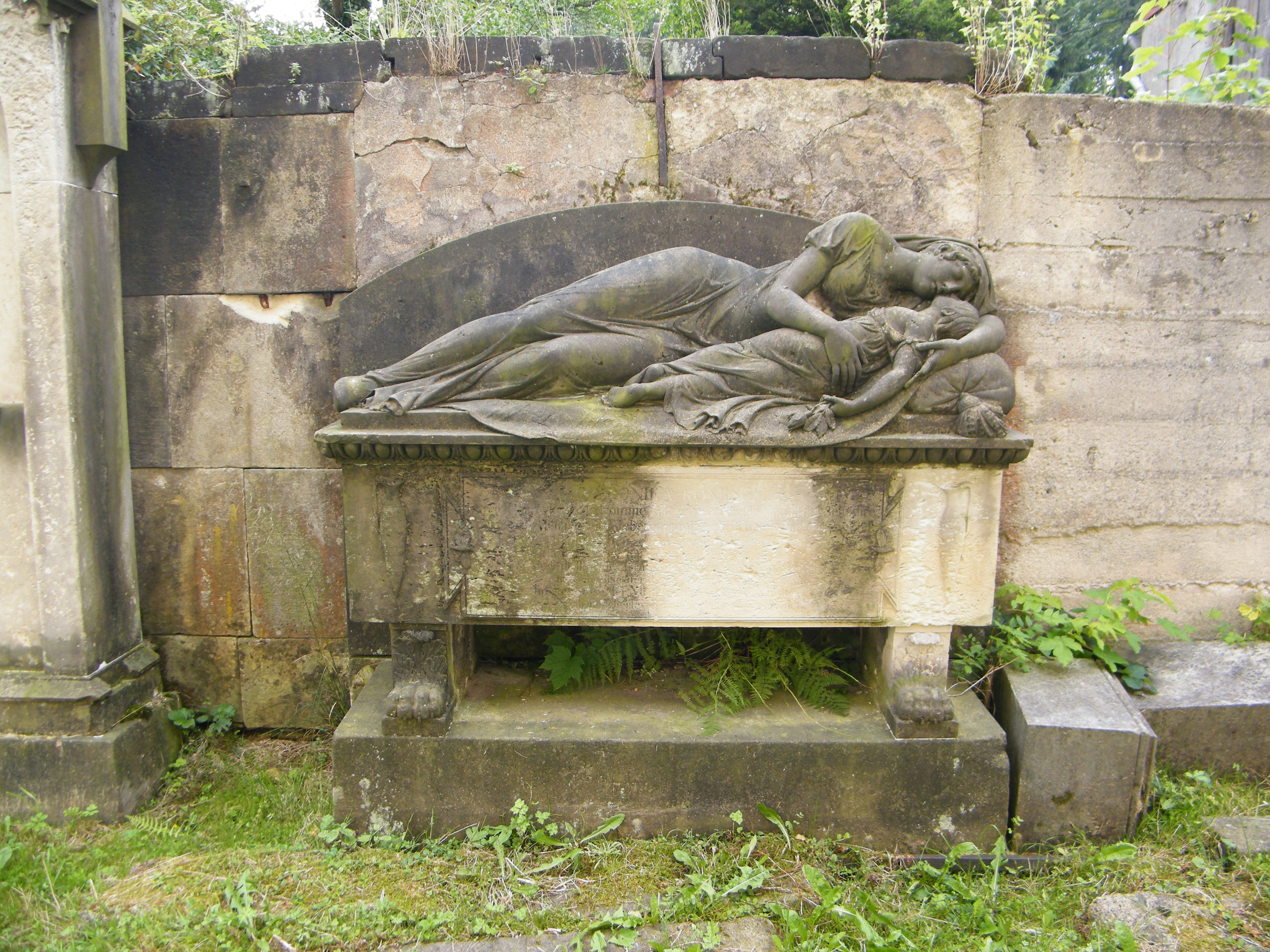
Náhrobek Veroniky Römischové